# Joseph Ortolan
Joseph Louis Elzéar Ortolan (født 21. august 1802 i Toulon, død 27. marts 1873 i Paris) var en fransk retslærd.
Ortolan, som blev Dr. jur. 1829, arbejdede først som bibliotekar ved kassationsretten, holdt forelæsninger både ved Sorbonne og andetsteds, 1836 professor i Paris, 1848—51 medlem 
af det højeste undervisningsråd. Som forfatter behandlede Ortolan både den romerske ret, Explication historique des Instituts de l'empereur Justinien (I—II 1827, 12. udgave ved Joseph Émile Labbé 1883), og statsretten, Cours public d'histoire du droit politique et constitutionnel (1831), men særlig som kriminalist regnes han som en af Frankrigs klassiske forfattere i 19. århundrede; i hans strafferetlige værker — Cours de législation pénale comparée. Introduction philosophique (1841), Introduction historique (1841, ved G. Naryt), Eléments de droit pénal (1856, 5. udgave 
ved Albert Desjardins I—II 1886) og andre — forbindes gengældelses- og sikkerhedstanken. Af Ortholans øvrige værker skal endnu nævnes Notice biographique sur M. Dupin (1840), Les pénalités de l'enfer de Dante suivies d'une étude sur Brunetto Latini apprécié comme le maître de Dante (1873, oversat på spansk af José Vicente y Caravantez) og en digtsamling Enfantines. Moralités (1845, 2. udgave 1860).